# Vive le caporal-infirmier Neumann !
Pour plus de détails, voir Fiche technique et Distribution.
Vive le caporal-infirmier Neumann ! (Ein dreifach Hoch dem Sanitätsgefreiten Neumann) est un film italo-allemand réalisé par Franz Marischka sorti en 1969.

## Synopsis
Du temps de l'Autriche-Hongrie, l'ambulancier Neumann, qui affectionne particulièrement le sexe féminin, est transféré à la ville provinciale de Krems par ses supérieurs en guise de sanction. Pendant le trajet en train, il rencontre la charmante Klara (connue sous le nom de "Klärchen") Strauss, qui lui donne rapidement son cœur. Lorsque Neumann arrive à Krems, il y a une grande foule, car l'archiduc Rudolf est également arrivé en train. Neumann supposa d'abord supposé que l'accueil chaleureux était pour lui, mais bientôt quelque chose de mieux lui arrive. Les dames de la ville de garnison l'aiment beaucoup ; les jeunes et jolies filles ne manquent presque jamais une occasion pour une consultation médicale prétendument urgente, qui est une occasion pour Neumann de jouer au docteur. Les femmes occupent la salle de pratique de Neumann, il leur demande de se libérer, de se déshabiller complètement. Le médecin-chef est le remplaçant temporaire de le vieil et âcre médecin-chef, Dr Treppwitz, un homme chauve déchiqueté et noueux avec une attitude prussienne.
Avec son arrivée à Krems, Neumann est chargé d'une autre responsabilité à laquelle il ne s'attendait pas : elle s'appelle Julia et c'est sa nièce orpheline. Le gardien nouvellement nommé Neumann suppose qu'il doit s'agir d'une petite fille, mais Julia a déjà tous les avantages d'une jeune femme galbée de 18 ans. Lorsque, dans sa naïveté juvénile, elle a confondu les noms de rue de son futur logement, l'établissement d'enseignement pour filles élevées, où la matrone von Treptow dirige dans un régime strict, avec une adresse pour les dames de petite vertu, Julia s'est rapidement retrouvée dans un hôtel de luxe qui est une maison de prostitution. Un invité de marque y est attendu, et Julia est priée de consacrer tous ses efforts à ce monsieur. C'est l'archiduc Rodolphe lui-même. Cependant, Son Altesse n'a pas l'intention d'anoblir la jeune fille, mais simplement de montrer sa réputation bien connue d'"homme entier".
L'oncle de Julia s'égare également lorsqu'il confond les adresses. Il voulait en fait soigner les prostituées avec des médicaments, mais se retrouve à nouveau dans l'institution de la veuve de l'amiral. Comme il ne rencontre pas Julia ici, il la retrouve un peu plus tard dans le bordel et s'assure qu'elle soit rapidement expédié à la bonne adresse. Là, Julia Neumann voit le beau lieutenant Roméo, un neveu de l'archiduc, que Julia a déjà rencontré dans le salon privé. Le prince Roméo est rapidement amoureux de l'innocence séductrice et aimerait épouser Julia sur-le-champ.
Le caporal-médecin, quant à lui, s'occupe de tout autre chose : il veut monter une pièce qu'il a écrite lui-même. Comme on est dans un milieu militaire et, de plus, on doit se conformer à la volonté du médecin-chef Dr Treppwitz et la tradition shakespearienne, selon laquelle les femmes n'ont pas leur place sur la scène, tous les rôles, y compris ceux des femmes, sont tenus par des hommes. Après de nouvelles turbulences, Neumann et Klara, à qui le caporal secouriste prête main-forte, se retrouvent enfin. Enfin, le mariage entre la pupille de Neumann Julia et le "prince Roméo" est annoncé et approuvé par l'archiduc.

## Fiche technique
- Titre français : Vive le caporal-infirmier Neumann ![1]
- Titre original allemand : Ein dreifach Hoch dem Sanitätsgefreiten Neumann
- Réalisation : Franz Marischka assisté de Sigi Rothemund
- Scénario : Franz Marischka, Erwin Klein
- Musique : Peter Kreuder
- Direction artistique : Herta Hareiter
- Costumes : Lilo Nöbauer
- Photographie : Bob Klebig
- Montage : Vincenzo Vanni
- Production : Theo Maria Werner, Italo Martinenghi
- Société de production : Parnass, Cinesecolo
- Société de distribution : Gloria Filmverleih
- Pays d'origine :  Allemagne de l'Ouest,  Italie
- Langue : allemand
- Format : Couleur - 1,37:1 - Mono - 35 mm
- Genre : Érotique
- Durée : 85 minutes
- Dates de sortie :
  - Autriche : 14 février 1969.
  - Allemagne de l'Ouest : 14 mars 1969.
  - France : 28 août 1975[1].

## Distribution
- Siegfried Rauch : Neumann, officier sanitaire
- Alexandra Marischka : Julia Neumann
- Christiane Rücker (de) : Klara « Klärchen » Strauß
- Hubert von Meyerinck : Dr Treppwitz, médecin-chef
- Rudolf Prack : l'archiduc Rudolf
- Mario Novelli : Lieutenant Romeo
- Erna Sellmer (de) : Mme von Treptow, veuve de l'amiral
- Loni Heuser : Mme von Pfau
- Luisa Rivelli : Madame Cloe Pompadour
- Sepp Gneißl : Pfister, soldat du service infirmier
- Ellen Umlauf : l'épouse de l 'Oberstleutnant
- Willi Colombini : le comte Gino di Gelati, capitaine
- Dagmar Hanauer : Dodo
- Monika Strauch (de) : l'épouse du major
- Marika Mindszenty : une écolière
- Gaby Fuchs (de) : une écolière
- Karin Thorsten : Frou-Frou
- Linda Schulz : Lola
- Maria Raber : Yvonne
- Elfriede Weissenböck : l'épouse du Hauptmann
- Herbert Aichinger : Martin
- Katharina Hoffmeister : la gouvernante
- Johanna Huber : Marion

## Production
Vive le caporal-infirmier Neumann ! est réalisé en Autriche en 1968. Le titre du film est basé sur une vieille chanson moqueuse et à boire.
L'assistante à la télévision Alexandra Paszkowska, qui épousa le réalisateur de ce film peu avant le début du tournage, fait ses débuts au cinéma.
En novembre 1977, Jürgen Enz tourne une suite Neue Abenteuer des Sanitätsgefreiten Neumann en seulement sept jours. Wolfgang Jung reprend le rôle-titre à Siegfried Rauch.